# 신대한
《신대한(新大韓)》은 중국 상해에서 신채호가 창간한 신문이다. 1919년 10월 28일 창간했고, 1920년 4월 폐간됐다.

## 개요
신채호는 이승만과 갈등으로 임시정부로부터 나와, 임시정부의 기관지로 1919년 8월 창간된 《독립신문》에 맞서 같은해 10월에 《신대한》을 창간하고 스스로 주필이 되었다. 주로 일제를 비판하였지만 임시정부 노선 비판에도 적지 않은 내용을 실었다. 이승만의 외교 중심적인 독립운동을 비판하며 자주적 정치, 병력 양성 등을 강조한 독립운동을 강조했다. 
《신대한》의 창간은 신규식이 지원한 것으로 보이고, 편집장은 김두봉, 한위건(韓偉鍵) 등이 참여하였다. 중국 상해 보강리에서 주 2회 발행을 원칙으로 하였다. 당시 《독립신문》이 국한문과 중문으로 발행한 것에 비해, 《신대한》은 순한글로 발행하였다.
1920년 4월 임시정부 압력으로 인쇄를 하지 못하여, 자연스럽게 휴간(폐간) 되었다.

## 같이 보기
| - 대한민국 임시 정부 - 독립신문 - 이승만 | - 신채호 - 신규식 - 김두봉 |

## 참고 자료
- 한국민족문화대백과사전: https://encykorea.aks.ac.kr/Article/E0032755
- 김삼웅, 《단재 신채호 평전》 (시대의창, 2011)

1. ↑  대한독립역사박물관 독립신문 http://archive.much.go.kr/archive/newspaper/release.do